# چنگارواش تیزبرگ
چنگارواش تیزبرگ (نام علمی: Kickxia elatine) نام یک گونه از خانواده بارهنگیان است.